# Al Pitrelli
Al Pitrelli (ur. 26 września 1962 w Nowym Jorku) – amerykański muzyk, kompozytor i instrumentalista, gitarzysta. Pitrelli znany jest z występów w takich grupach muzycznych jak Trans-Siberian Orchestra, Megadeth, Savatage, Blue Öyster Cult oraz O2L.